# Sierra Leones fotbollsförbund
Sierra Leones fotbollsförbund, officiellt Sierra Leone Football Association, är ett specialidrottsförbund som organiserar fotbollen i Sierra Leone.
Förbundet grundades 1967 och gick med i Caf 1967. De anslöt sig till Fifa år 1967. Sierra Leones fotbollsförbund har sitt huvudkontor i staden Freetown.